# Tabelka prawdziwościowa
Tabela prawdziwościowa lub matryca logiczna – układ tabelaryczny zero-jedynkowych kombinacji wartości logicznych argumentów danej funkcji zdaniowej i dokładnie zależących od nich wartości logicznych tejże funkcji zdaniowej, w którym prawdzie odpowiada wartość 1, a fałszowi przypisuje się wartość 0.
Tablicę prawdy posiadają wszystkie funktory zdaniotwórcze, np.:
- alternatywa (OR)
- alternatywa wykluczająca (XOR)
- implikacja logiczna
- koniunkcja logiczna (AND)
- negacja (NOT)
- równoważność (XNOR)
- dysjunkcja (NAND)
- binegacja (NOR).

Przykładowo, tablica prawdy dla operatora alternatywy:
| A | B | Y = A or B |
| - | - | ---------- |
| 0 | 0 | 0          |
| 0 | 1 | 1          |
| 1 | 0 | 1          |
| 1 | 1 | 1          |
Matryce logiczne wprowadzili w XIX wieku logicy amerykańscy: Charles Sanders Peirce i Emil Leon Post.